# مارس فلوکیگر
مارس فلوکیگر (انگلیسی: Marcel Flückiger; ۲۰ ژوئن ۱۹۲۹ – ۲۷ نوامبر ۲۰۱۰) بازیکن فوتبال اهل سوئیس بود.
از باشگاه‌هایی که در آن بازی کرده‌است می‌توان به باشگاه ورزشی یانگ بویز برن اشاره کرد.
وی همچنین در تیم ملی فوتبال سوئیس بازی کرده‌است.